# Careproctus gilberti
Careproctus gilberti är en fiskart som beskrevs av Burke 1912. Careproctus gilberti ingår i släktet Careproctus och familjen Liparidae. Inga underarter finns listade.